# جورجيو كانالي
خطأ لوا في mw.text.lua على السطر 25: bad argument #1 to 'match' (string expected, got nil).
جورجيو كانالي (بالإيطالية: Giorgio Canali)‏ (روما، 28 يونيو 1939) هو مدرب كرة قدم ولاعب كرة قدم إيطالي سابق، مع دور لاعب وسط.